# Гайдары
Гайдары (укр. Гайдари), село,
Задонецкий сельский совет,
Змиёвский район,
Харьковская область.
Код КОАТУУ — 6321782502. Население по переписи 2001 года составляет 385 (176/209 м/ж) человек.

## Географическое положение
Село Гайдары находится на правом берегу реки Северский Донец;
выше по течению на расстоянии в 5 км расположен город Змиёв,
ниже по течению в 4 км — село Коропово,
на противоположном берегу — село Задонецкое.
На расстоянии в 1 км расположено село Исков Яр.
Русло реки Донец здесь извилистое, образует лиманы и озёра; течение в основном русле быстрое.
Село расположено в большом лесном массиве (дуб).
На берегу реки несколько детских (бывших пионерских) лагерей, домов отдыха, спортивных лагерей, биологическая станция ХГУ.

## История
- Сохранилось древнерусское городище, обитаемое и в золотоордынский период[2][3].
- 1659 год — дата основания.
- В середине 19 века здесь находились хутор Тихонов, два безымянных хутора и паромная переправа через Северский Донец.[1]Городище у села Гайдары

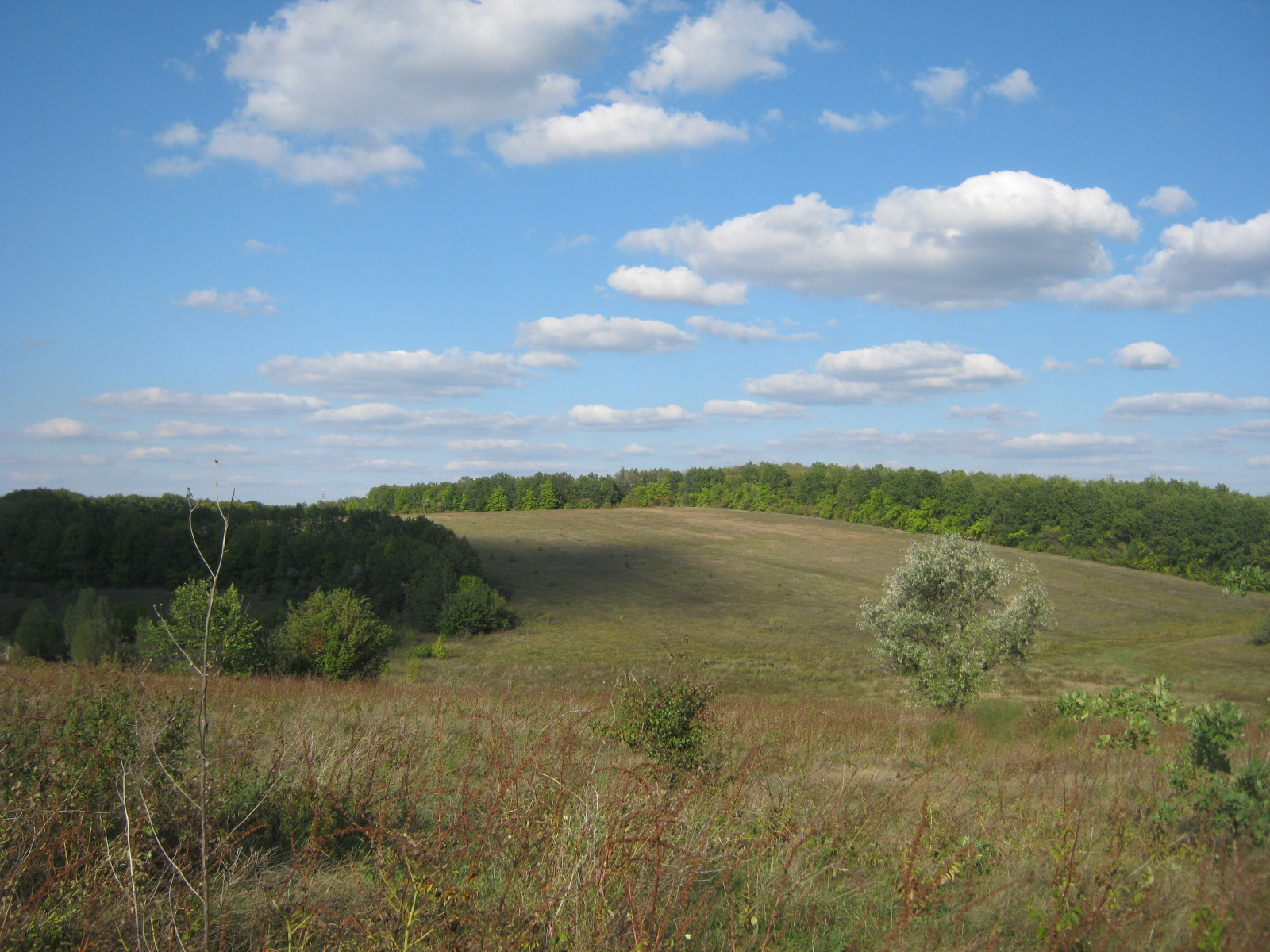
Городище у села Гайдары

## Достопримечательности
- Братская могила советских воинов.
- Национальный природный парк — «Гомольшанские леса»[4].
- На биологической станции Харьковского Национального университета им. В. Н. Каразина живёт байбак Тимка, предсказатель погоды[5].